# Marco Bode
Marco Bode (født 23. juli 1969 i Osterode am Harz, Vesttyskland) er en tidligere tysk fodboldspiller, der tilbragte hele sin aktive karriere, fra 1988 til 2002, som angriber hos Bundesliga-klubben Werder Bremen. Han nåede i 379 kampe at score 101 mål for klubben. Dette gør ham til klubbens mest scorende spiller i Bundesligaen nogensinde.
Med Werder vandt Bode et enkelt tysk mesterskab, tre DFB-Pokal-titler samt Pokalvindernes Europa Cup i 1992.

## Landshold
Bode nåede at spille 40 kampe og score ni mål for Tysklands landshold, som han debuterede for i 1995. Han var en del af den tyske trup der blev europamestre ved EM i 1996 i England. Efterfølgende deltog han også ved EM i 2000 i Holland og Belgien, samt ved VM i 2002 i Sydkorea og Japan, hvor tyskerne vandt sølv.

## Titler
Bundesligaen
- 1993 med Werder Bremen

DFB-Pokal
- 1991, 1994 og 1999 med Werder Bremen

Pokalvindernes Europa Cup
- 1992 med Werder Bremen